# Anny Miletty
Anny Miletty (née Anna Krbetz le 20 mars 1898 à Vienne, Autriche-Hongrie; morte le 19 novembre 1948 à Mondsee, Autriche) fut une actrice autrichienne du cinéma muet.

## Filmographie

### Cinéma
- 1922 : Das Haus Molitor
- 1922 : Oh, du lieber Augustin
- 1922 : Verklungene Zeiten
- 1923 : Lieb' mich und die Welt ist mein
- 1924 : Strandgut
- 1924 : La Ville sans Juifs : Tochter Lotte Linder

### Courts-métrages
- 1921 : Das Geheiminis der Nacht